# Městské opevnění (Horšovský Týn)
Městské opevnění v Horšovském Týně v Plzeňském kraji jsou částečně dochované středověké hradby města, vybudované nejspíše ve čtrnáctém století. Jejich pozůstatky jsou chráněny jako kulturní památka.
Opevnění bylo postaveno pravděpodobně v polovině čtrnáctého století. V době husitských válek díky němu město odolalo dvěma útokům a důležitou vojenskou funkci plnilo ve druhé polovině patnáctého století za Dobrohosta z Ronšperka.

## Historie
Horšovský Týn vznikl ve třináctém století na předhradí tamního hradu, ale navazoval na starší sídliště, které částečně leželo i na pravém břehu Radbuzy. Ve čtyřicátých letech čtrnáctého století byl Horšovský Týn městem s právem vybírat clo. Za zakladatele městského opevnění je kronikářem Benešem Krabicem z Veitmile považován arcibiskup Arnošt z Pardubic.
Během husitských válek byl purkrabím hradu Zdeněk z Drštky, díky kterému město stálo na katolické straně, a proto bylo v letech 1422 a 1431 údajně neúspěšně dobýváno husity. V období 1459–1506 město patřilo Dobrohostovi z Ronšperka, který jej využíval jako opěrný bod ve svých drobných sousedských válkách. V roce 1547 ve městě vypukl požár, který poničil jižní část hradeb.

## Stavební podoba
Historické centrum města má výměru přibližně 4,4 hektaru. Z jihu jej vymezuje tok Radbuzy a na západě Křakovský potok. V západní části stojí na ostrožně zámek. Terén se svažuje směrem k jihu do údolí řeky a naopak směrem k severovýchodu stoupá.
Fortifikační systém tvořila hradba, před kterou vedl příkop a na některých místech také val. Příkop je nejlépe dochovaný na severu, kde byl dvacet metrů široký a v dochované podobě je šest metrů hluboký. Od hradby jej v tomto úseku oddělovala široká berma. Příkop chyběl jen na jihovýchodní straně, kde jej patrně nahrazoval náhon.
Hradba je silná asi 150 centimetrů a v nejlépe dochovaném úseku asi osm metrů vysoká. Na západě se napojovala na vnější opevnění hradu, který byl od města oddělen příkopem. Nejvíce ohrožený severní úsek hradby zesilovala jediná věž nebo bašta. Druhá, dovnitř otevřená oblá věž či bašta podle ikonografických pramenů stávala v jihovýchodním nároží. V úseku poblíž zámku je hradba ukončena renesanční předprsní zídkou s klíčovými střílnami.
Do města se vstupovalo dvěma bránami. Dolní (též Domažlická nebo Bavorská) stávala ve sníženině jižně od hradu. Horní (též Plzeňská) brána uzavírala ulici 5. května. Z dolní brány se dochovala pouze část jižní zdi, ale původně měla podobu průjezdní hranolové věže. Horní bránu tvořila podlouhlá průjezdní budova se sedlovou střechou, která výrazně vystupovala do prostoru příkopu. K ní na severu přiléhala vyšší hranolová věž. Před příkopem se nacházela ještě vnější brána, postavená pravděpodobně za Dobrohosta z Ronšperka, od níž vedl k příkopu stáčející se koridor tvořený dvojicí zdí. Z průjezdu vnější brány se dochovala severní zeď se špaletou portálu a kapsou pro závoru vrat.
Obvodová hradba se zachovala především na severní straně. Dobře je patrný také západní a východní úsek s pozůstatky bran. Památkově chráněné jsou ale také dva krátké úseky na jižní straně.